# Rădeni, Vaslui
Rădeni este un sat în comuna Dragomirești din județul Vaslui, Moldova, România.
Aflat la distante egale de Bacău, Bârlad și Vaslui, satul Rădeni este străbătut de DJ ce leagă orașul Bârlad de DN 2F și de râul Tutova.